# Стресс-тестирование
Стресс-тестирование (stress testing) — одна из форм тестирования, которая используется для определения устойчивости системы или модуля в условиях превышения пределов нормального функционирования.

## Финансы
Вместо того чтобы делать финансовые прогнозы по методу "наилучшей оценки", компании или её регулирующие органы предпочитают стресс-тестирование, где они смотрят на то, как ведут себя финансовые инструменты в случае определенной стрессовой ситуации, например: 
- Что случится, если фондовые рынки обрушатся более чем на X% в этом году?
- Что произойдет, если ВВП падает на Z% в течение данного года?
- Что произойдет, если процентные ставки вырастут, по крайней мере на Y%?
- Что делать, если половина инструментов в портфеле будет расторгнута  через пять лет?
- Что произойдет, если цена на нефть вырастет на 200%?

Этот тип анализа становится все более распространенным, и применяется различными государственными органами (например, FSA в Великобритании) и межправительственными организациями (такими как EBA и Международный валютный фонд) в качестве нормативного требования на определенные финансовые институты для обеспечения адекватного уровня распределения капитала на покрытие потенциальных убытков, понесенных во время экстремальных, но правдоподобных событий. 
Акцент на адекватность (с поправкой на риск) определения капитала был усилен путём изменения банковского законодательства (Базель II). 
Модели стресс-тестирования  обычно позволяют не только учесть отдельные риск-факторы, но и комбинации различных событий. 
Обычно существует возможность проверить текущее воздействие известных исторических сценариев (например, дефолта в России в 1998 году и 9/11) на состояние ликвидности этого учреждения.
Модели стресс-тестирования показывают насколько портфель устойчив при реализации прогнозов и дают понимание о возможных уязвимостях. 
Хотя экстремальные явления нельзя спрогнозировать, изучение их влияния на эффективность работы организации укрепляет понимание ситуации.
Определение стресс-тестов
Модель стресс-теста определяет сценарий, использующий специальный алгоритм для определения ожидаемого воздействия на возврат портфеля в случае реализации сценария.
Существуют три основных типа сценариев:
- Экстремальные события: в качестве события часто используют уже происходившее историческое событие.
- Шок риск-фактора: шок любого фактора в выбранной модели риска на заданную пользователем сумму. Фактор воздействия остается неизменным, а для оценки возврата используется ковариационная матрица связи с риск-фактором.
- Внешний риск-фактор: фактором риска является любой макроэкономический индекс (например, цены на нефть, цены на недвижимость), либо устанавливаемые индексы (например, курсы валют).

В октябре 2014 года Европейский центральный банк обновил методологию осуществления стресс-тестирования, добавив к уже применявшимся методам проведение комплексного аудита стоимости имущества, находящегося на балансе каждого банка, и оценку качества банковских активов. В качестве наибольшего пакета активов оценивался банковский кредитный портфель, то есть деньги, одолженные у клиентов, и которые, теоретически, должны быть возвращены. При этом величину этих активов определяли с учетом того, сможет ли банк фактически погасить эту задолженность — кредит продленный фирме, находящейся на грани банкротства, оценивался ниже ссуды здоровой. Кроме того, также учитывалась стоимость залога, получаемого банком при выдаче кредита, такого как, например, дом, в случае выдачи ипотеки.